# 서면 (춘천시)
서면(西面)은 대한민국 강원특별자치도 춘천시의 면이다. 넓이는 141.64km2이고, 인구는 2012년을 기준으로 4,038명이다.

## 지명 유래 및 행정구역의 변화
본래 춘천의 서쪽에 위치하여 서상면(西上面)과 서하면(西下面)으로 나뉘어 있었다. 1934년에 서상면의 지암리와 원평리는 사북면으로 이관되고, 서상면과 서하면이 병합되어 서면으로 되었다. 1973년 7월 1일 현암리 일부와 금산리 일부가 춘천시로 편입되었다. 행정구역은 23개 행정리, 10개 법정리에 88개반으로 편제되어 있다.

## 자연 환경
면의 서쪽에 몽덕산(蒙德山, 660m)·가덕산(加德山, 858m)·북배산(867m) 등이 솟아 있다. 중앙부의 신매리·금산리 등 평야지형을 제외하고는 대부분 산지이다. 산지지형이 탁월하여 경지면적율은 9.6%이고, 그 가운데 밭이 55.8%를 차지한다.
주요 농산물은 쌀·옥수수·보리이며, 그 외에 마늘·양배추를 비롯한 채소류와 수박·복숭아·배·포도 등 원예작물 및 잎담배 생산이 많으며, 양계·양잠·사슴 사육도 이루어진다. 당림리에는 1989년 농공단지가 지정·조성되어 있다.

## 교통
46번 국도가 북한강변을 지나 화천·춘천시내와 연결되고, 의암교를 지나 가평과 서울로 연결된다. 한편 9번 시도가 의암호반을 따라 신연∼고성(사북면), 14번이 신매∼지암을 연결하여 비교적 편리하다.

## 문화유적
문화유적은 안보리에 청풍부원군상여·청풍부원군묘역, 서상리에 삼층석탑·김봉희가옥·고분군, 방동리에 신장절공묘역·고분, 신매리에 석일고분, 월송리에 삼층석탑·사지, 금산리에 고인돌군, 현암리에 적석총·태봉·사지·고인돌군, 덕두원리에 태봉·흥국사삼층석탑, 오월리에 사지 등이 있다.

## 교육기관
- 금산초등학교 (금산리)
  - 덕두원분교 (폐교) - 서면 박사로 271-15 (덕두원리)
- 당림초등학교 (당림리)
- 서상초등학교 (신매리)
- 강서중학교 (금산리)
- 강원애니고등학교 (금산리)
- 기타 기관으로는 애니메이션박물관과 현암박물관이 있다.

## 언론
- 기독교강원방송

## 행정 구역
| 이름     | 한자     | 행정 지도 |
| -------- | -------- | --------- |
| 금산리   | 錦山里   |           |
| 당림리   | 唐林里   |           |
| 안보리   | 安保里   |           |
| 덕두원리 | 德斗院里 |           |
| 방동리   | 芳洞里   |           |
| 서상리   | 西上里   |           |
| 신매리   | 新梅里   |           |
| 오월리   | 梧月里   |           |
| 현암리   | 玄岩里   |           |
| 월송리   | 月松里   |           |